# Sansevieria volkensii
Espèce
Classification APG III (2009)
Sansevieria volkensii, également appelée Dracaena volkensii, est une espèce de plantes de la famille des Liliaceae et du genre Sansevieria.

## Description
Plante succulente, Sansevieria volkensii est une espèce de sansevières à feuilles érectiles (deux à huit par pied), longues (50 à 150 cm) et étroites (1,3 à 1,9 cm), avec un sillon central marqué, très rugueuses, de couleur verte avec des striures plus claires,.
Elle a été identifiée comme espèce à part entière en 1895 par le géographe et botaniste allemand Robert Louis August Maximilian Gürke.

## Distribution et habitat
L'espèce est originaire d'Afrique de l'Est, présente au Kenya, au sud de la Somalie, au nord de la Tanzanie et jusque dans le sud-est de la République démocratique du Congo.

## Synonymes et cultivars
L'espèce présente plusieurs synonymes :
- Sansevieria intermedia (N.E. Brown, 1914)
- Acyntha polyrhytis (Chiovenda, 1932)
- Sansevieria quarrei (De Wildeman, 1932)
- Sansevieria polyrhytis (Chiovenda, 1932 ; ex Cufodontis, 1971)
- Dracaena volkensii (Gürke, 1895 ; Byng & Christenh., 2018)